# Sanxay
Sanxay [sɑ̃sɛ] est une commune du Centre-Ouest de la France, située dans le département de la Vienne (région Nouvelle-Aquitaine). Ses habitants sont appelés les Sanxéens.

## Géographie
Sanxay est une commune rurale.

### Localisation
Sanxay est située à 28 km au sud-ouest de Poitiers qui est la plus grande ville à proximité.

### Communes limitrophes
| Les Forges (Deux-Sèvres)                     |        | Boivre-la-Vallée |
| Vasles (Deux-Sèvres) Ménigoute (Deux-Sèvres) | Sanxay | Curzay-sur-Vonne |
| Saint-Germier (Deux-Sèvres)                  |        | Rouillé          |

### Géologie et relief
La région de Sanxay présente un paysage de bocages et de vallées.
Le terroir se compose :
- d'argile à silex peu profonde pour 70 % sur les plateaux du seuil du Poitou,
- de sols sur granite rose pour 7 % sur les collines et les plateaux des massifs anciens,
- de groies hydromorphes (Les groies sont des terres du sud-ouest de la France, argilo-calcaires, peu profondes - en général de moins de 50 cm d’épaisseur – et plus ou moins riches en cailloux. Elles sont fertiles et saines et donc, propices à la polyculture céréalière mais elles s’assèchent vite) pour 4 % dans les plaines,
- de calcaires pour 7 % dans les vallées et les terrasses alluviales,
- de Terres Rouges moyennement profondes (ce sont des sols couleur acajou, siliceux, dérivés d’argiles ferrugineuses à silex provenant d’épandages superficiels du Massif Central) pour 8 % sur les autres plateaux;

### Hydrographie
La commune est traversée par 17 km de cours d'eau dont le principal est la Vonne sur une longueur de 8 km.

### Climat
Pour des articles plus généraux, voir Climat de la Nouvelle-Aquitaine et Climat de la Vienne.
Historiquement, la commune est exposée à un climat océanique du nord-ouest.
En 2020, Météo-France publie une typologie des climats de la France métropolitaine dans laquelle la commune est dans une zone de transition entre le climat océanique et le climat océanique altéré et est dans la région climatique Poitou-Charentes, caractérisée par un bon ensoleillement, particulièrement en été et des vents modérés.
Pour la période 1971-2000, la température annuelle moyenne est de 11,4 °C, avec une amplitude thermique annuelle de 14,6 °C. Le cumul annuel moyen de précipitations est de 815 mm, avec 12 jours de précipitations en janvier et 7 jours en juillet. Pour la période 1991-2020, la température moyenne annuelle observée sur la station météorologique la plus proche, située sur la commune de Ménigoute à 4 km à vol d'oiseau, est de 12,5 °C et le cumul annuel moyen de précipitations est de 956,8 mm,. Pour l'avenir, les paramètres climatiques de la commune estimés pour 2050 selon différents scénarios d’émission de gaz à effet de serre sont consultables sur un site dédié publié par Météo-France en novembre 2022.

## Urbanisme

### Typologie
Au 1er janvier 2024, Sanxay est catégorisée commune rurale à habitat dispersé, selon la nouvelle grille communale de densité à sept niveaux définie par l'Insee en 2022.
Elle est située hors unité urbaine. Par ailleurs la commune fait partie de l'aire d'attraction de Poitiers, dont elle est une commune de la couronne,. Cette aire, qui regroupe 97 communes, est catégorisée dans les aires de 200 000 à moins de 700 000 habitants,.

### Occupation des sols
L'occupation des sols de la commune, telle qu'elle ressort de la base de données européenne d’occupation biophysique des sols Corine Land Cover (CLC), est marquée par l'importance des territoires agricoles (95,2 % en 2018), une proportion identique à celle de 1990 (95,2 %). La répartition détaillée en 2018 est la suivante :
terres arables (58,7 %), prairies (26,7 %), zones agricoles hétérogènes (9,8 %), forêts (2,4 %), zones urbanisées (1,4 %), espaces verts artificialisés, non agricoles (1,1 %). L'évolution de l’occupation des sols de la commune et de ses infrastructures peut être observée sur les différentes représentations cartographiques du territoire : la carte de Cassini (XVIIIe siècle), la carte d'état-major (1820-1866) et les cartes ou photos aériennes de l'IGN pour la période actuelle (1950 à aujourd'hui).

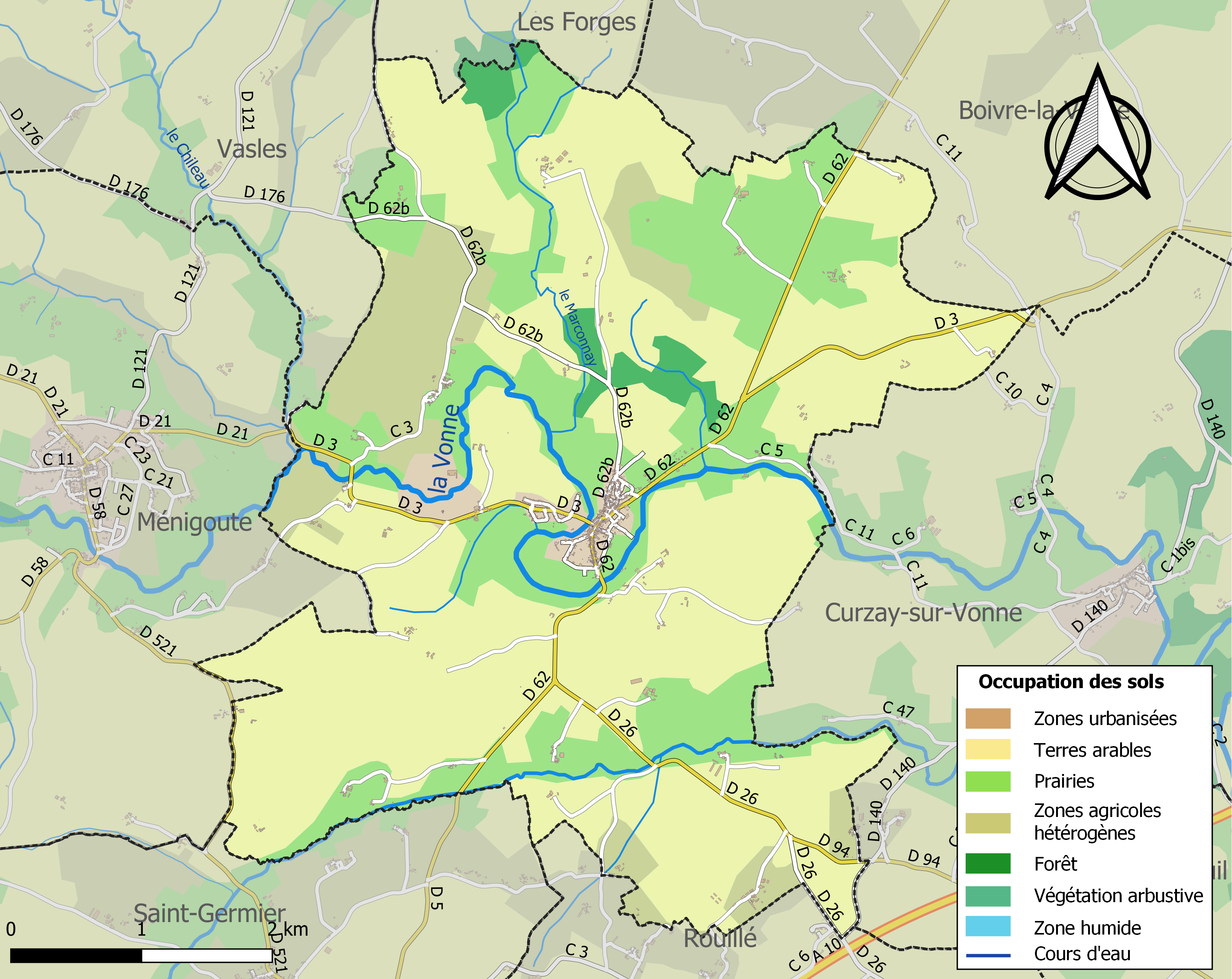
Carte des infrastructures et de l'occupation des sols de la commune en 2018 (CLC).

### Risques majeurs
Le territoire de la commune de Sanxay est vulnérable à différents aléas naturels : météorologiques (tempête, orage, neige, grand froid, canicule ou sécheresse), inondations, mouvements de terrains et séisme (sismicité modérée). Il est également exposé à un risque technologique, le transport de matières dangereuses, et à un risque particulier : le risque de radon. Un site publié par le BRGM permet d'évaluer simplement et rapidement les risques d'un bien localisé soit par son adresse soit par le numéro de sa parcelle.

#### Risques naturels
Certaines parties du territoire communal sont susceptibles d’être affectées par le risque d’inondation par débordement de cours d'eau, notamment la Vonne et la Chaussée. La commune a été reconnue en état de catastrophe naturelle au titre des dommages causés par les inondations et coulées de boue survenues en 1982, 1992, 1993, 1995, 1999, 2010 et 2011,.

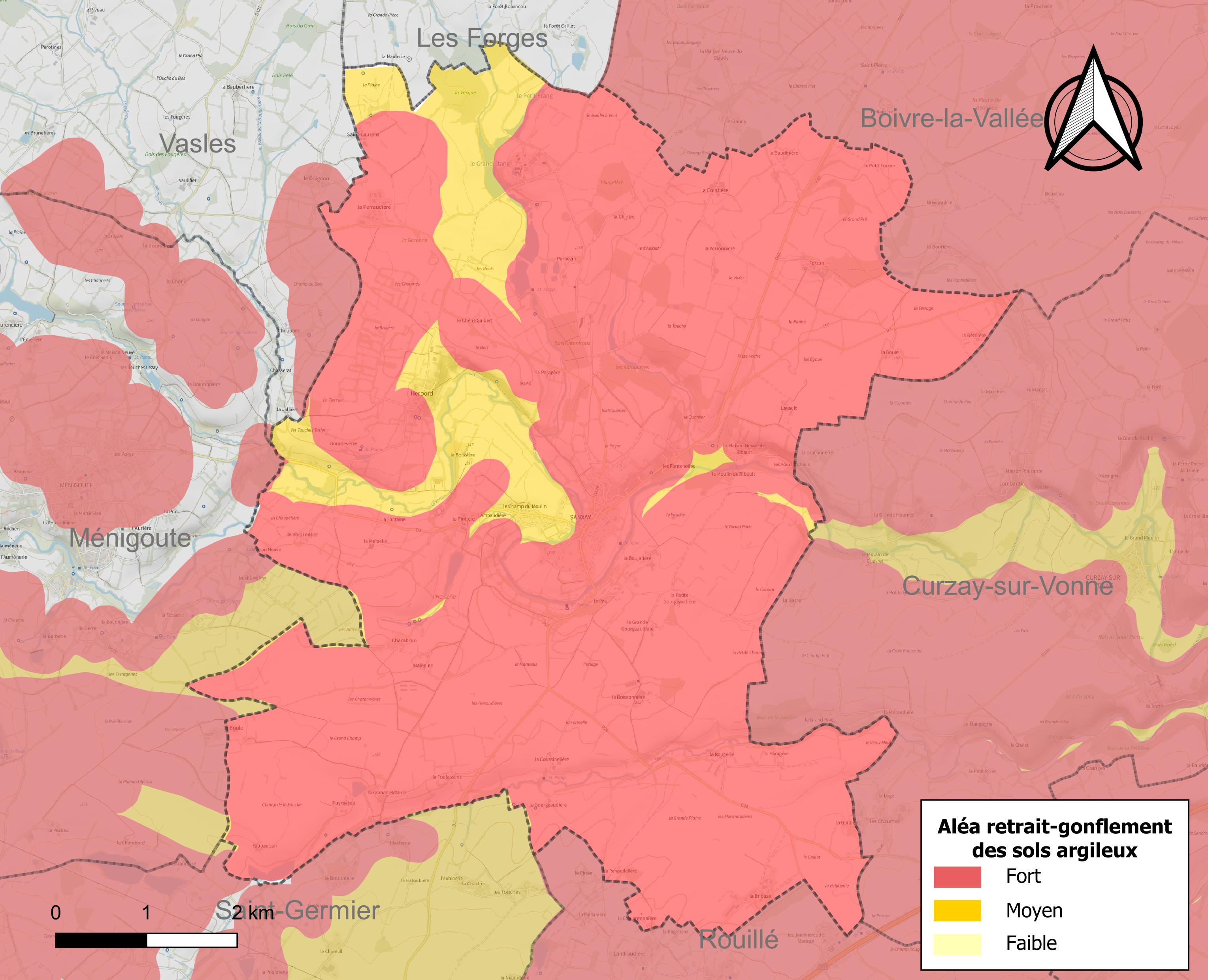
Carte des zones d'aléa retrait-gonflement des sols argileux de Sanxay.

Les mouvements de terrains susceptibles de se produire sur la commune sont des tassements différentiels. Le retrait-gonflement des sols argileux est susceptible d'engendrer des dommages importants aux bâtiments en cas d’alternance de périodes de sécheresse et de pluie. 99,8 % de la superficie communale est en aléa moyen ou fort (79,5 % au niveau départemental et 48,5 % au niveau national). Depuis le 1er octobre 2020, en application de la loi ÉLAN, différentes contraintes s'imposent aux vendeurs, maîtres d'ouvrages ou constructeurs de biens situés dans une zone classée en aléa moyen ou fort,.
La commune a été reconnue en état de catastrophe naturelle au titre des dommages causés par la sécheresse en 1989, 1991, 2003 et 2017 et par des mouvements de terrain en 1999 et 2010.

#### Risque particulier
Dans plusieurs parties du territoire national, le radon, accumulé dans certains logements ou autres locaux, peut constituer une source significative d’exposition de la population aux rayonnements ionisants. Selon la classification de 2018, la commune de Sanxay est classée en zone 3, à savoir zone à potentiel radon significatif.

## Toponymie
Le nom du village proviendrait de l’anthroponyme gallo-romain Sanctius avec le suffixe latin de propriété "-acum" devenu au cours du temps "-ec" puis "-ay" et signifiant domaine de Sanctius.

## Histoire

### Époque gallo-romaine
Sur la commune de Sanxay se trouvent les vestiges d'un ancien vicus, bourg rural gallo-romain, construit au Ier siècle. Le père de La Croix en fait les fouilles partielles à la fin du XIXe siècle, mettant au jour un temple, des thermes romains et un théâtre romain adossé à une colline. 335 monnaies antiques sont découvertes, dont 38 provenant du temple ; les 226 pièces identifiées vont du dernier siècle de la République romaine au début du IVe siècle. Quelques boutiques sont également découvertes. Ce vicus est un centre rural, qui attire la population des environs. La partie résidentielle et artisanale du site, identifiée par photographie aérienne, n'a pas pu être fouillée.[réf. nécessaire]
Paul Valette (2011) donne la reproduction d'une « carte des substruction gallo-romaines d'Herbord (Sanxay) » par A. Aeberhardt (1985).
Le site archéologique est considéré comme un Monument national.

### Moyen-Âge
Sanxay est citée dans les textes pour la première fois au Xe siècle. Au XIe siècle ; elle était un puissant archiprêtré. Des sarcophages mérovingiens ont été trouvés près de l'église reconstruite au XVIe siècle sur des fondations datant des XIIe et XIIIe siècles.[réf. nécessaire]
La guerre de Cent Ans frappe le bourg. Un siècle plus tard, Sanxay connaît une prospérité certaine comme le prouvent les sculptures ornant encore les portes et les fenêtres des maisons de Sanxay. Les guerres de Religion mettent un terme à cette période de prospérité.[réf. nécessaire]

### Temps modernes
Aux XVIIe et XVIIIe siècles, Sanxay connaît de nouveau un développement économique important. Le bourg abrita jusqu'à vingt-deux auberges.[réf. nécessaire]
Comme le reste de la France, Sanxay accueille favorablement les avancées de la Révolution française. Elle plante ainsi son arbre de la liberté, symbole de la Révolution. Mais lorsque la rumeur se répand que les Vendéens approchent, il est aussitôt abattu pour éviter les représailles. Replanté, il devient le lieu de ralliement de toutes les fêtes et des principaux événements révolutionnaires, comme la fête de l'Être suprême.

### XXesiècle
En 1921, le tramway desservait le bourg.[réf. nécessaire]

## Politique et administration

### Liste des maires
| Période                                  | Période  | Identité        | Étiquette | Qualité |
| ---------------------------------------- | -------- | --------------- | --------- | ------- |
| Les données manquantes sont à compléter. |          |                 |           |         |
| mars 2001                                | En cours | Omer Beauchamps |           |         |

### Services publics
Les réformes successives de La Poste ont conduit à la fermeture de nombreux bureaux de poste ou à leur transformation en simple relais. Toutefois, la commune a pu maintenir le sien.

### Instances judiciaires et administratives
La commune relève du tribunal d'instance de Poitiers, du tribunal de grande instance de Poitiers, de la cour d'appel de Poitiers, du tribunal pour enfants de Poitiers, du conseil de prud'hommes de Poitiers, du tribunal de commerce de Poitiers, du tribunal administratif de Poitiers et de la cour administrative d'appel de Bordeaux, du tribunal des pensions de Poitiers, du tribunal des affaires de la Sécurité sociale de la Vienne, de la cour d’assises de la Vienne.

## Population et société

### Démographie
L'évolution du nombre d'habitants est connue à travers les recensements de la population effectués dans la commune depuis 1793. Pour les communes de moins de 10 000 habitants, une enquête de recensement portant sur toute la population est réalisée tous les cinq ans, les populations de référence des années intermédiaires étant quant à elles estimées par interpolation ou extrapolation. Pour la commune, le premier recensement exhaustif entrant dans le cadre du nouveau dispositif a été réalisé en 2007.

En 2022, la commune comptait 548 habitants, en évolution de −0,54 % par rapport à 2016 (Vienne : +0,6 %, France hors Mayotte : +2,11 %).
| 1793  | 1800  | 1806  | 1821  | 1831  | 1836  | 1841  | 1846  | 1851  |
| ----- | ----- | ----- | ----- | ----- | ----- | ----- | ----- | ----- |
| 1 640 | 1 654 | 1 571 | 1 336 | 1 645 | 1 705 | 1 807 | 1 839 | 1 866 |

| 1856  | 1861  | 1866  | 1872  | 1876  | 1881  | 1886  | 1891  | 1896  |
| ----- | ----- | ----- | ----- | ----- | ----- | ----- | ----- | ----- |
| 1 549 | 1 643 | 1 618 | 1 607 | 1 562 | 1 544 | 1 509 | 1 426 | 1 386 |

| 1901  | 1906  | 1911  | 1921  | 1926  | 1931  | 1936  | 1946  | 1954  |
| ----- | ----- | ----- | ----- | ----- | ----- | ----- | ----- | ----- |
| 1 310 | 1 318 | 1 345 | 1 165 | 1 146 | 1 115 | 1 194 | 1 121 | 1 038 |

| 1962  | 1968 | 1975 | 1982 | 1990 | 1999 | 2006 | 2007 | 2012 |
| ----- | ---- | ---- | ---- | ---- | ---- | ---- | ---- | ---- |
| 1 016 | 977  | 869  | 701  | 630  | 649  | 561  | 549  | 552  |

| 2017 | 2022 | - | - | - | - | - | - | - |
| ---- | ---- | - | - | - | - | - | - | - |
| 548  | 548  | - | - | - | - | - | - | - |

En 2008, selon l’INSEE, la densité de population de la commune était de 23 hab./km2, 61 hab./km2 pour le département, 68 hab./km2 pour la région Poitou-Charentes et 115 hab./km2 en France.
Au dernier recensement de 2022, la commune comptait 548 habitants
En 2009, la répartition par sexe est la suivante :
- en 1999 : 50,7 % d'hommes et 49,3 % de femmes.
- en 2007 : 51,9 % d'hommes et 48,1 % de femmes.
- en 2010 : 52,9 % d'hommes et 47,1 % de femmes.

L'évolution des naissances et décès de 1968 à 2007 est la suivante (INSEE) :
- Entre 1999 et 2007 : 42 naissances et 64 décès.
- Entre 1990 et 1999 : 37 naissances et 77 décès.
- Entre 1982 et 1990 : 40 naissances et 82 décès.
- Entre 1975 et 1982 : 33 naissances et 89 décès.
- Entre 1968 et 1975 : 36 naissances et 87 décès.

L'évolution des naissances et décès de 1999 à 2008 est la suivante (INSEE) :
- en 2008 : 4 naissances et 3 décès.
- en 2007 : 7 naissances et 7 décès.
- en 2006 : 4 naissances et 11 décès.
- en 2005 : 5 naissances et 10 décès.
- en 2004 : 2 naissances et 4 décès.
- en 2003 : 7 naissances et 9 décès.
- en 2002 : 5 naissances et 7 décès.
- en 2001 : 7 naissances et 9 décès.
- en 2000 : 3 naissances et 6 décès.
- en 1999 : 9 naissances et 8 décès.

La répartition de la population de la commune par âge en 2007 est la suivante selon l'INSEE :
- de 0 à 14 ans : 72 habitants (103 en 1999).
- de 15 à 29 ans : 66 habitants (84 en 1999).
- de 30 à 44 ans : 95 habitants (122 en 1999).
- de 45 à 59 ans : 122 habitants (114 en 1999).
- de 60 à 74 ans : 120 habitants (132 en 1999).
- de 75 ans ou plus : 74 habitants (94 en 1999).

En 2007 :
- Le nombre de célibataires était de 30,8 %.
- Les couples mariés représentaient 51,4 % de la population.
- Les divorcés représentaient 8,8 %.
- Le nombre de veuves et veufs était de 9 %.

### Enseignement
La commune de Sanxay dépend de l'académie de Poitiers et son école primaire publique dépend de l'inspection académique de la Vienne.

## Économie

### Agriculture
Selon la direction régionale de l'Alimentation, de l'Agriculture et de la Forêt de Poitou-Charentes, il n'y a plus que 27 exploitations agricoles en 2010 contre 36 en 2000.
Les surfaces agricoles utilisées ont légèrement diminué et sont passées de 2 566 hectares en 2000 à 2 500 hectares en 2010. Ces chiffres indiquent une concentration des terres sur un nombre plus faible d’exploitations. Cette tendance est conforme à l’évolution constatée sur tout le département de la Vienne puisque de 2000 à 2007, chaque exploitation a gagné en moyenne 20 hectares.
37 % des surfaces agricoles sont destinées à la culture des céréales (blé tendre essentiellement mais aussi orges et maïs), 23 % pour les oléagineux (3/4 en colza et 1/4 en tournesol), 27 % pour le fourrage et 8 % restent en herbe.
Dix exploitations en 2010 (contre 17 en 2000) abritent un élevage de bovins (1 442 têtes en 2010 contre 2 011 têtes en 2000). C’est un des troupeaux de bovins les plus importants du département de la Vienne qui rassemblent 48 000 têtes en 2011.
Neuf exploitations en 2010 (contre 17 en 2000) abritent un élevage d'ovins (1 760 têtes en 2010 contre 3 206 têtes en 2000). Cette évolution est conforme à la tendance globale du département de la Vienne. En effet, le troupeau d’ovins, exclusivement destiné à la production de viande, a diminué de 43,7 % de 1990 à 2007. En 2011, le nombre de têtes dans le département de la Vienne était de 214 300.
Quatre exploitations en 2010 (contre six en 2000) abritent un élevage de caprins (1 766 têtes en 2010 contre 1 094 têtes en 2000). C’est un des troupeaux importants de caprins du département de la Vienne (74 500 têtes en 2011) qui est le deuxième département pour l’élevage des chèvres derrière le département des Deux-Sèvres. La vocation laitière du troupeau est très forte. Moins de 2 % des élevages caprins sont non laitiers en 2000. La quasi-totalité de la production laitière, en constante augmentation (de 2000 à 2011 : + 44 %) est livrée à l’industrie agro-alimentaire soit 96 % des 485 000 hectolitres récoltés dans l’ensemble du département de la Vienne en 2004. La production de fromage à la ferme reste très marginale et ne représente que 1 % de la production de lait et 6 % des fermes. 75 % des élevages sont basés sur un système de production de type hors sol, la surface agricole étant destinée essentiellement dans ce cas, à la production de fourrage. 75 % de ces exploitations n’élèvent que des chèvres. Le dynamisme de cet élevage, l’accent porté sur la qualité des produits a permis d’obtenir les AOC « chabichou du Poitou » et « Sainte Maure de Touraine » pour les fromages produits.
L'élevage de volailles a disparu au cours de cette décennie (14 403 têtes en 2000 réparties sur seize fermes).

### Foires et commerces
Les journées médiévales sont organisées en juin. Elles attirent beaucoup de monde et participent ainsi à l'activité économique du village. Y sont organisés : un marché, un grand tournoi de chevalerie...
En 2009, selon l'INSEE, il y avait encore trois commerces à savoir une épicerie, une poissonnerie et une librairie-papeterie-journaux.
En 2019, il y a toujours une poste sur la commune, une épicerie, une boulangerie, un coiffeur, une vente de journaux locaux, un bar restaurant est actuellement en rénovation pour ouvrir bientôt.

### Activité et emploi
Le taux de chômage en 2007 était de 6,8 % et en 1999 il était de 19,1 %.
Les retraités et les préretraités représentaient 35,5 % de la population en 2007 et 29,6 % en 1999.
Le taux d'activité était de 69,6 % en 2007 et de 63,4¨% en 1999.

## Culture locale et patrimoine

### Animation
En 2000, Christophe Blugeon, l’actuel directeur artistique du festival, fait naître le projet de réanimation du théâtre gallo-romain de Sanxay en programmant, chaque été, des opéras du grand répertoire. L'association des Soirées Lyriques de Sanxay est créée.
Dès la première édition, le festival trouve son public et totalise 65 000 entrées en 10 ans en assistant à Rigoletto en 2000, Carmen en 2001, La Traviata en 2002, Nabucco en 2003, Tosca en 2004, La Bohème en 2005, à trois soirées de concerts en 2006, Il Trovatore en 2007, à deux soirées de concerts en 2008 dont le Requiem de Verdi, Aïda en 2009 et Norma en 2010.
En 2011, le festival présente Carmen de Bizet et accueille 10 000 spectateurs. L'œuvre de Bizet a mobilisé, plus de 150 artistes, notamment 10 solistes (Géraldine Chauvet, Asmik Grigorian, Sarah Vaysset, Aline Martin, Thiago Arancam, Ryan McKinny, Philippe Duminy, Paul Rosner et Florian Sempey), 65 musiciens, 70 choristes enfants et adultes, six danseurs de flamenco, un âne et quatre chevaux. La direction musicale est assurée par Didier Lucchesi et la mise en scène par Jack Gervais.
En 2012, l’association Les Soirées Lyriques de Sanxay, organisatrice du festival, propose l’opéra de Giuseppe Verdi La Traviata à 9 000 spectateurs. Il a été joué par 10 solistes, 65 musiciens, 70 choristes et six danseurs.
En 2013, les quatorzièmes Soirées Lyriques ont réuni 7 200 personnes qui ont assisté à la représentation de l'opéra de Puccini : Madame Butterfly.
Les Soirées Lyriques de Sanxay se placent aujourd’hui parmi les principales manifestations d’art lyrique en France après le festival d’Aix-en-Provence et les Chorégies d’Orange.

## Lieux et monuments

### Les ruines romaines d'Herbord
Les ruines romaines d'Herbord sont situées à 2 km de Sanxay. Le site archéologique est traversé par la Vonne qui décrit un large méandre. Cette importante cité thermale s'organise autour d'un théâtre, de thermes et d'un temple.
- Le sanctuaire gallo-romain remonte au début du IIe siècle de notre ère. Il s'est substitué à un sanctuaire celtique détruit au Ve siècle av. J.-C. Même si un bénédictin au XVIIe siècle avait fait référence au site, celui-ci ne fut fouillé pour la première fois que de 1881 à 1883 par le Père Camille de La Croix[36]. Le temple est un exemple de romanisation d'un lieu de culte celtique isolé dans la campagne. Ce sanctuaire rural était peut-être dédié aux Eaux. Au-delà d'un parvis assurant la jonction avec les thermes, le temple est de taille importante. Il se tient sur une terrasse entourée de portiques à colonnes. Le portique de l'Est devait être le plus majestueux avec ses 76 m de long et ses deux ou trois rangées de vingt-deux colonnes. La cella du temple est octogonale et en creux. Au fond devait émerger une source. La cella était entourée d'une galerie cruciforme.
- Le théâtre est adossé au versant de la rive droite de la Vonne. Il pouvait recevoir entre 6 500 et 8 000 personnes selon diverses sources. Le demi-amphithéâtre devait avoir des gradins en bois qui encadraient une arène circulaire où se déroulaient sans doute des combats d'hommes et d'animaux ainsi que des cérémonies officielles.
- Les thermes s'étendent sur un rectangle de 110 m par 60 m. Ils furent édifiées en deux temps. On distingue, en effet, un petit balnéaire du IIe siècle et un grand de la fin du IIIe siècle. À eux deux, ils ne pouvaient contenir à la fois que 140 personnes. Les thermes étaient donc réservés à une minorité de personnes (malades ?) et à des fins cultuelles.
- Sur la rive gauche de la Vonne étaient construites des habitations et des hostelleries.

L'enceinte, les thermes, le théâtre et le portique ont été classés comme monument historique en 1882.

### Le château de Marconnay
Le château est situé à 3 km au nord de Sanxay. Il date du XVe siècle. Il est à la fois de style gothique et de style Renaissance.

### Les autres monuments
- L'église Saint-Pierre de Sanxay a été très remaniée au cours des siècles. Elle possède un riche mobilier et cinq vitraux historiés avec des armoiries des XIXe et XXe siècles. L'église possède deux cloches, l'une date de 1883 et l'autre de 1723. Cette dernière s'appelle la "Marie-Jeanne". L'édifice a été inscrit au titre des monuments historique en 1926[37].
- Un pont roman dit "des Bergers". Il a été construit en 1688 aux frais du roi de France, Louis XIV.
- Des maisons de la fin du Moyen Âge.
- Le château de la Coincardière dont la porte est inscrite comme monument historique depuis 1935.

## Personnalités liées à la commune
- Lyon Jamet (ca. 1495-ca. 1570), poète et ami intime du poète de la Renaissance Clément Marot.
- Le Père Camille de La Croix (1831-1911), archéologue, inventeur du site d'Herbord.
- Jules Benoist dit Jules de Gastyne (Sanxay 1847-Paris 1920), journaliste, écrivain et auteur dramatique.